# Pyatthat
Cette page contient des caractères spéciaux ou non latins. S’ils s’affichent mal (▯, ?, etc.), consultez la page d’aide Unicode.

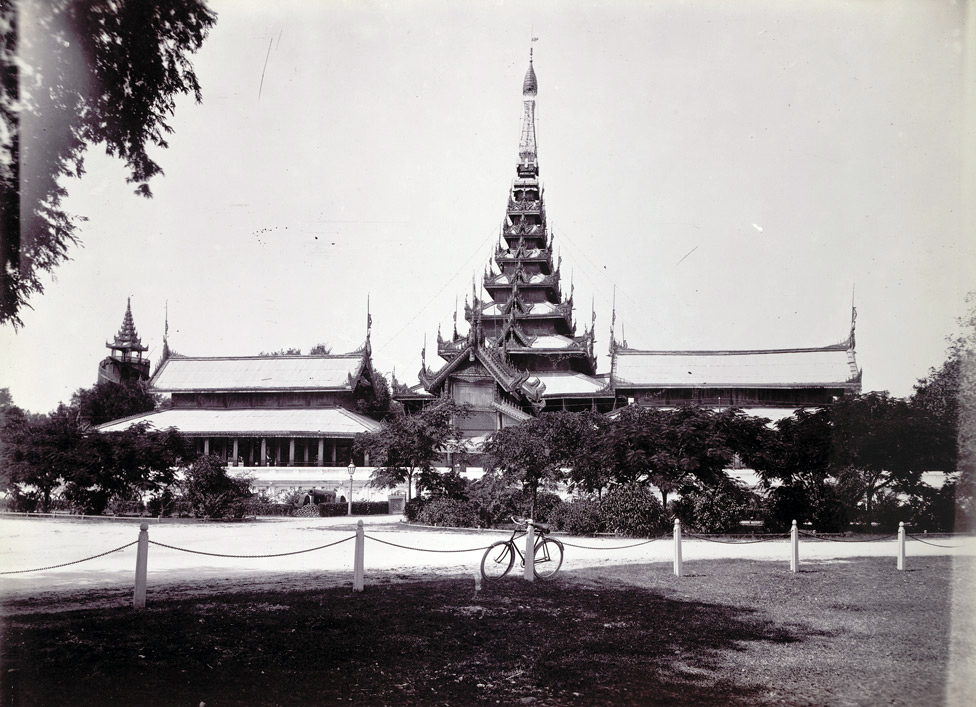
La grande salle d'audience du palais royal de Mandalay était couronnée d'un pyatthat à sept degrés (photo 1903-1907).

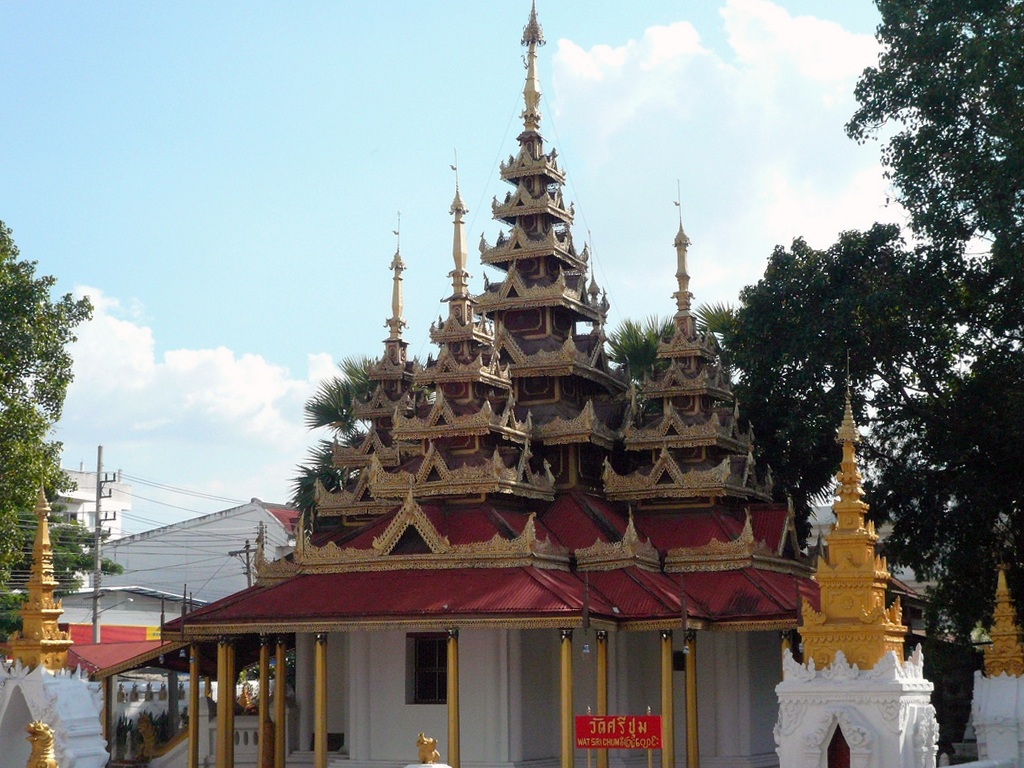
Exemple de toiture en pyathat au Wat Srichum de Lampang (Thaïlande).

Le Pyatthat (birman ပြာသာဒ်, my, du Sanskrit prāsāda ; môn တန်ဆံၚ် tan.cʰi̤ŋ) est un type de toiture à multiples degrés typique de l'architecture birmane, religieuse ou royale. On le trouve le plus souvent dans les palais et les monastères bouddhiques.
Le pyatthat est formé de toits superposés, séparés par une structure parallélépipédique, le lebaw (birman လည်ပေါ်). Il est couronné par un taing bu (တိုင်ဖူး) ou kun bu (ကွန်းဖူး), selon sa forme, qui est l'équivalent du hti, l'ombrelle couronnant les stûpas. Le bord de chaque toit est décoré d'une structure généralement dorée, en bois ou en feuilles de métal, comportant aux angles des ornements appelés du yin (တုရင်) analogues aux chofahs thaïs. On distingue trois principaux types de pyatthat, en fonction du nombre de niveaux, ou boun (ဘုံ, du pâli bhumi). Le yahma comporte 3 niveaux, le thooba cinq et le thooyahma sept.
L'apparition du pyatthat dans l'architecture birmane est ancienne, avec des exemples remontant au royaume de Pagan (1057-1287), comme les pyatthats du temple de l'Ananda et du Gawdawpalin.
Dans la Birmanie pré-coloniale, le pyatthat était un élément caractéristique des palais royaux, symbolisant le Tavatimsa, un des cieux du bouddhisme. Au-dessus du trône de la salle d'audience principale se trouvait un pyatthat à sept degrés, dont la pointe représentait le Mont Meru (birman မြင်းမိုရ်) et les six degrés inférieurs les six domaines des devas et des humains.
Quelques pyatthats sont visibles hors de Birmanie, notamment dans le nord de la Thaïlande et du Laos (bibliothèque du Vat Sisakhet de Vientiane).

## Source de la traduction
- (en) Cet article est partiellement ou en totalité issu de l’article de Wikipédia en anglais intitulé « Pyatthat » (voir la liste des auteurs).